# Annie Ross
Annie Ross, geboren als Annabelle Short Lynch (Mitcham (Londen), 25 juli 1930 – New York, 21 juli 2020), was een Brits-Amerikaanse jazzzangeres en actrice. Ze was bekend van het trio Lambert, Hendricks & Ross. 

## Biografie
De ouders van Ross zaten in het Verenigd Koninkrijk in de showbusiness en Annie werd al op 2-jarige leeftijd bij hun nummers betrokken. Op 3-jarige leeftijd kwam Ross met haar moeder naar haar tante, de Broadway-artieste Ella Logan, in de Verenigde Staten, waar ze opgroeide in Los Angeles. Al op 7-jarige leeftijd zong ze Loch Lomond in de Our Gang/The Little Rascals-film Our Gang of Follies uit 1938. In 1943 was ze te zien als Judy Garlands zus in de filmkomedie Presenting Lily Mars. Vanaf 1947 was ze weer in het Verenigd Koninkrijk, waar ze weer optrad met haar ouders in Schotland. In 1948 had ze haar debuut als zangeres in de nachtclub Orchard Room in Londen. Hugh Martin nam haar mee naar Parijs, waar ze bleef en waar ze haar eerste opname Le Vent Vert maakte met James Moody en de pianist Jacques Duval.
Daarna ging ze naar New York, waar ze in 1952 de eerste opnamen maakte voor het label DeeGee van Dizzy Gillespie, samen met Blossom Dearie, Milt Jackson, Kenny Clarke en Percy Heath. In 1952 was haar zanguitvoering van Twisted van Wardell Grays saxofoonsolo (opname bij Prestige Records met George Wallington en Art Blakey), welke tekst ze zelf had geschreven, een grandioos succes (latere covers van Joni Mitchell en Bette Midler). In 1953 ging ze met Lionel Hampton op een Europese tournee (die weliswaar zo catastrofaal verliep, dat ze onderweg met andere muzikanten opstapte), nam ze in Stockholm op met Lars Gullin, werkte ze daarna in het Verenigd Koninkrijk met Jack Parnell, Ronnie Scott en Tony Crombie, voordat ze naar New York verhuisde. In het Londens West End had ze succes met de revue Cranks en ze speelde ook in diens Broadway-productie in New York.
Van 1957 tot haar terugtrekking in 1962 - als gevolg van ziekte - vormde ze samen met Dave Lambert en Jon Hendricks een buitengewoon succesvol zangtrio, dat in het bijzonder de met Twisted bekend geworden zangtechniek beoefende, waarbij ze instrumentale improvisaties met een intelligente tekst voorzien scatachtig vertolkten. Het debuutalbum verscheen in 1957 en in hetzelfde jaar kreeg ze ook een solocontract bij World Pacific Records, waaruit het album Annie Ross Sings a Song of Mulligan (in 1958 met Gerry Mulligan, Chet Baker, Art Farmer) ontstond. Tijdens deze periode in het zangtrio volgden nog de albums Gipsy (1959, met Buddy Bregman en zijn band) en A Gasser! (1959, in een Allstar-bezetting met Zoot Sims). Als vervanging voor Annie Ross haalde Lambert Yolande Bavan bij het trio. Ross ging weer naar Londen, waar ze als actrice en zangeres werkte. In 1965 werd ze in het Verenigd Koninkrijk vennoot van een jazzclub, waarin ze zelf optrad. Eind jaren 1960 werkte ze met Hendricks nog een keer samen en trad ze met hem en Georgie Fame, begeleid door Count Basie, in 1968 op tijdens de Berliner Jazztage. In 1985 ging ze weer naar de Verenigde Staten.
Daar heeft ze haar carrière als filmactrice weer opgepakt en speelde ze in Superman III (1983), Throw Momma from the Train (1987), Pump Up the Volume (1990) en – met enkele autobiografische karaktertrekken – in Robert Altmans Short Cuts (1993), waar ze ook haar bijdrage leverde aan de soundtrack. Sinds 1999 was ze ook weer zeer actief als zangeres; in 2005 nam ze de cd Let Me Sing op. Tijdens het jazzfestival in het Zwitserse Ascona in 2006 trad Ross op met het sextet van Warren Vaché. 
Annie Ross woonde in haar latere jaren in New York, waar ze regelmatig optrad in de Metropolitan Room. In 2010 kreeg ze de NEA Jazz Masters Fellowship. In 2014 bracht Ross een hommage uit aan Billie Holiday bij Red Anchor Records met het album To Lady With Love met de gitaristen Bucky en John Pizzarelli. Bij het album behoort een dvd met 14 minuten durende interviews met de muzikanten.

## Overlijden
Annie Ross overleed vier dagen voor haar 90e verjaardag.